# Colladonus truncatus
Colladonus truncatus är en insektsart som beskrevs av Nielson 1957. Colladonus truncatus ingår i släktet Colladonus och familjen dvärgstritar. Inga underarter finns listade i Catalogue of Life.